# Idris cleon
Idris cleon är en stekelart som beskrevs av Kononova 2001. Idris cleon ingår i släktet Idris och familjen Scelionidae. Inga underarter finns listade i Catalogue of Life.